# دراسبورگ
دراسبورگ (به آلمانی: Draßburg) یک منطقهٔ مسکونی در اتریش است که در ناحیه ماترسبورگ واقع شده‌است. دراسبورگ ۱٬۰۶۲ نفر جمعیت دارد.